# 김한승 (1869년)
김한승(金漢昇, 일본식 이름: 金子漢奎가네코 간케이, 1869년 3월 21일 ~ 1950년 5월 7일)은 일제강점기의 기업인으로 조선총독부 중추원 참의도 지냈다.

## 생애
전라남도 여수군 출신이다. 대한제국 말기에 여수군 주사 등 하급 관리직을 지냈으나, 이후 지역 유지로서의 이력이 더 두드러진다.
1910년에 여수지방금융조합장을 지낸 이래 1911년에는 군참사에 올랐고, 1915년에 여수조방조 부조두가 되었다. 전남산림회 부회장 등의 공직을 거쳤으며 1920년에는 전라남도 도평의원에 선출되어 세 차례 연임했다.
여수어업조합을 담당하고 조선수산회 이사로 중임하는 등 이 지역 어업계에서 상당한 영향력을 행사했다. 여수자동차 중역을 맡는 등 여러 분야의 기업에서도 활동한 여수 지역의 대표적인 부호였다. 《조선인사흥신록》에는 "거의 공직으로 시종일관한 보기 드문 독행지사"라는 인물평이 실려 있다.
1932년에 총독부 자문기관인 중추원 참의에 임명되었다. 중추원 참의로 재직 중이던 1935년에 총독부가 편찬한 《조선공로자명감》에 조선인 공로자 353명 중 한 명으로 수록되어 있다. 총독부가 시정 25주년을 기념하여 표창한 표창자 명단에도 들어 있다.
2002년 발표된 친일파 708인 명단과 2008년 공개된 민족문제연구소의 친일인명사전 수록예정자 명단 중 중추원 부문에 모두 포함되었으며 2009년 친일반민족행위진상규명위원회가 발표한 친일반민족행위 705인 명단에도 포함되었다.

## 같이 보기
- 조선총독부 중추원

## 참고자료
- 김한승(金漢昇) - 국사편찬위원회